# Grand Prix Austrálie 2016
Grand Prix Austrálie 2016 (oficiálně 2016 Rolex Australian Grand Prix) se jela na okruhu Albert Park Circuit v Melbourne v Austrálii dne 20. března 2016. Závod byl prvním v pořadí v sezóně 2016 šampionátu Formule 1.

## Kvalifikace
| Poř.                       | No. | Jezdec            | Konstruktér          | Časy v kvalifikaci | Časy v kvalifikaci | Časy v kvalifikaci | Pořadí na startu |
| Poř.                       | No. | Jezdec            | Konstruktér          | Q1                 | Q2                 | Q3                 | Pořadí na startu |
| -------------------------- | --- | ----------------- | -------------------- | ------------------ | ------------------ | ------------------ | ---------------- |
| 1                          | 44  | Lewis Hamilton    | Mercedes             | 1:25.351           | 1:24.605           | 1:23.837           | 1                |
| 2                          | 6   | Nico Rosberg      | Mercedes             | 1:26.934           | 1:24.796           | 1:24.197           | 2                |
| 3                          | 5   | Sebastian Vettel  | Ferrari              | 1:26.945           | 1:25.257           | 1:24.675           | 3                |
| 4                          | 7   | Kimi Räikkönen    | Ferrari              | 1:26.579           | 1:25.615           | 1:25.033           | 4                |
| 5                          | 33  | Max Verstappen    | Toro Rosso-Ferrari   | 1:25.934           | 1:25.615           | 1:25.434           | 5                |
| 6                          | 19  | Felipe Massa      | Williams-Mercedes    | 1:25.918           | 1:25.644           | 1:25.458           | 6                |
| 7                          | 55  | Carlos Sainz      | Toro Rosso-Ferrari   | 1:27.057           | 1:25.384           | 1:25.582           | 7                |
| 8                          | 3   | Daniel Ricciardo  | Red Bull-TAG Heuer   | 1:26.945           | 1:25.599           | 1:25.589           | 8                |
| 9                          | 11  | Sergio Pérez      | Force India-Mercedes | 1:26.607           | 1:25.753           |                    | 9                |
| 10                         | 27  | Nico Hülkenberg   | Force India-Mercedes | 1:26.550           | 1:25.865           |                    | 10               |
| 11                         | 77  | Valtteri Bottas   | Williams-Mercedes    | 1:27.135           | 1:25.961           |                    | 16               |
| 12                         | 14  | Fernando Alonso   | McLaren-Honda        | 1:26.537           | 1:26.125           |                    | 11               |
| 13                         | 22  | Jenson Button     | McLaren-Honda        | 1:26.740           | 1:26.304           |                    | 12               |
| 14                         | 30  | Jolyon Palmer     | Renault              | 1:27.241           | 1:27.601           |                    | 13               |
| 15                         | 20  | Kevin Magnussen   | Renault              | 1:27.297           | 1:27.742           |                    | 14               |
| 16                         | 9   | Marcus Ericsson   | Sauber-Ferrari       | 1:27.435           |                    |                    | 15               |
| 17                         | 12  | Felipe Nasr       | Sauber-Ferrari       | 1:27.958           |                    |                    | 17               |
| 18                         | 26  | Daniil Kvjat      | Red Bull-TAG Heuer   | 1:28.006           |                    |                    | 18               |
| 19                         | 8   | Romain Grosjean   | Haas-Ferrari         | 1:28.322           |                    |                    | 19               |
| 20                         | 21  | Esteban Gutiérrez | Haas-Ferrari         | 1:29.606           |                    |                    | 20               |
| 21                         | 88  | Rio Haryanto      | MRT-Mercedes         | 1:29.627           |                    |                    | 22               |
| 22                         | 94  | Pascal Wehrlein   | MRT-Mercedes         | 1:29.642           |                    |                    | 21               |
| 107% času vítěze: 1:31.325 |     |                   |                      |                    |                    |                    |                  |
| Zdroj:                     |     |                   |                      |                    |                    |                    |                  |

Poznámky
1. ↑  Valtteri Bottas obdržel trest posunu o 5 míst vzad za neplánovanou výměnu převodovky.
2. ↑  Rio Haryanto obdržel trest posunu o 3 místa vzad za kolizi v pit-lane s Romainem Grosjeanem během třetího tréninku.

## Závod
| Poř.   | No. | Jezdec            | Konstruktér          | Počet kol | Čas/Odstoupení   | Pořadí na startu | Body |
| ------ | --- | ----------------- | -------------------- | --------- | ---------------- | ---------------- | ---- |
| 1      | 6   | Nico Rosberg      | Mercedes             | 57        | 1:48:15.565      | 2                | 25   |
| 2      | 44  | Lewis Hamilton    | Mercedes             | 57        | +8.060           | 1                | 18   |
| 3      | 5   | Sebastian Vettel  | Ferrari              | 57        | +9.643           | 3                | 15   |
| 4      | 3   | Daniel Ricciardo  | Red Bull-TAG Heuer   | 57        | +24.330          | 8                | 12   |
| 5      | 19  | Felipe Massa      | Williams-Mercedes    | 57        | +58.979          | 6                | 10   |
| 6      | 8   | Romain Grosjean   | Haas-Ferrari         | 57        | +1:12.081        | 19               | 8    |
| 7      | 27  | Nico Hülkenberg   | Force India-Mercedes | 57        | +1:14.199        | 10               | 6    |
| 8      | 77  | Valtteri Bottas   | Williams-Mercedes    | 57        | +1:15.153        | 16               | 4    |
| 9      | 55  | Carlos Sainz      | Toro Rosso-Ferrari   | 57        | +1:15.680        | 7                | 2    |
| 10     | 33  | Max Verstappen    | Toro Rosso-Ferrari   | 57        | +1:16.833        | 5                | 1    |
| 11     | 30  | Jolyon Palmer     | Renault              | 57        | +1:23.399        | 13               |      |
| 12     | 20  | Kevin Magnussen   | Renault              | 57        | +1:25.606        | 14               |      |
| 13     | 11  | Sergio Pérez      | Force India-Mercedes | 57        | +1:31.699        | 9                |      |
| 14     | 22  | Jenson Button     | McLaren-Honda        | 56        | +1 kolo          | 12               |      |
| 15     | 12  | Felipe Nasr       | Sauber-Ferrari       | 56        | +1 kolo          | 17               |      |
| 16     | 94  | Pascal Wehrlein   | MRT-Mercedes         | 56        | +1 kolo          | 21               |      |
| Ret    | 9   | Marcus Ericsson   | Sauber-Ferrari       | 38        | Hnací hřídel     | 15               |      |
| Ret    | 7   | Kimi Räikkönen    | Ferrari              | 21        | Pohonná jednotka | 4                |      |
| Ret    | 88  | Rio Haryanto      | MRT-Mercedes         | 17        | Hnací hřídel     | 22               |      |
| Ret    | 21  | Esteban Gutiérrez | Haas-Ferrari         | 16        | Kolize           | 20               |      |
| Ret    | 14  | Fernando Alonso   | McLaren-Honda        | 16        | Kolize           | 11               |      |
| DNS    | 26  | Daniil Kvjat      | Red Bull-TAG Heuer   | 0         | Elektronika      | 18               |      |
| Zdroj: |     |                   |                      |           |                  |                  |      |

## Průběžné pořadí po závodě
Pohár jezdců
|  | Pořadí | Jezdec           | Body |
|  | ------ | ---------------- | ---- |
|  | 1      | Nico Rosberg     | 25   |
|  | 2      | Lewis Hamilton   | 18   |
|  | 3      | Sebastian Vettel | 15   |
|  | 4      | Daniel Ricciardo | 12   |
|  | 5      | Felipe Massa     | 10   |

Pohár konstruktérů
|  | Pořadí | Konstruktér               | Body |
|  | ------ | ------------------------- | ---- |
|  | 1      | Mercedes                  | 43   |
|  | 2      | Ferrari                   | 15   |
|  | 3      | Williams-Mercedes         | 14   |
|  | 4      | Red Bull Racing-TAG Heuer | 12   |
|  | 5      | Haas-Ferrari              | 8    |